# Majinghorn
Le Majinghorn est un sommet des Alpes bernoises, en Suisse, situé dans le canton du Valais, qui culmine à 3 053 m d'altitude.
Il est situé au nord-est du Torrenthorn. Il surplombe, à l'ouest le village de Loèche-les-Bains et, à l'est, le glacier d'Oberferden.